# Santuario della Madonna dell'Olmo (La Spezia)
Il santuario della Madonna dell'Olmo si trova a La Spezia sulle pendici del Monte Santa Croce che sovrasta il paese di Fabiano sul lato occidentale dell'ampio Golfo della Spezia, a circa 280 m sul livello del mare..

## Storia
L'inizio del culto dell'immagine della Madonna dell'Olmo risale al 1640 circa, quando un'effigie della Vergine con il Bambino, dipinta su una lastra d'ardesia, era collocata su un muro a secco lungo la via: qui i viandanti sostavano per la preghiera. La località è chiamata Cepo, probabilmente dal nome di una famiglia del luogo. .
Del quadro (che misura 63 × 47 cm) non si conoscono né l'autore, né l'epoca d'origine, che, tuttavia, può collocarsi intorno alla data d'inizio della venerazione pubblica. 
Il dipinto raffigura la Madonna che tiene in braccio il bambino Gesù; alla sua destra è san Giuseppe e alla sinistra, un altro santo che fu creduto dapprima San Giovanni e più tardi sant'Antonio da Padova o san Tommaso d'Aquino; più recentemente infine si è potuto identificarlo in san Nicola da Tolentino a motivo dei segni iconografici con i quali è rappresentato, la stella sul petto ed il giglio nella mano sinistra.
In origine, e poi per molto tempo, la Madonna venerata in quest'effigie, non era conosciuta come "Madonna dell'Olmo", ma con il titolo di "Madonna del Monte", perché il luogo ove è posta si trova sul Monte Santa Croce, o anche "Madonna della Costa", da allora nome della località.
Il titolo "dell'Olmo" si è affermato in epoca molto più tarda, quando già la primitiva chiesa esisteva e deriva, secondo le testimonianze dei parroci del tempo, da una grande pianta di olmo che si trovava nel sagrato del tempio.
Verso la metà del Seicento ha inizio la venerazione del dipinto, tanto che il vescovo dell'epoca, Prospero Spinola, scrive al rettore di Fabiano, don Giovambattista Carassale, chiedendogli ragguagli scritti e, disponendo che il quadro sia custodito meglio, lo fa chiudere in una cornice di legno. Di questa lettera non si ha più traccia, mentre presso la Curia di Sarzana è conservata la risposta del rettore al vescovo datata Fabiano 27 maggio 1659. 

Sempre presso lo stesso Archivio esiste una lettera (da Sarzana datata 28 maggio 1659) che il vescovo Spinola scrisse all'arciprete e vicario foraneo di Marinasco, Antonio Maria Ravecca, a cui faceva capo la località di Fabiano, invitandolo ad andare sul posto e verificare i fatti, fare chiudere l'immagine da tavole ed apporre un'iscrizione del seguente tenore: D'ordini di Mons. Ill.mo e Rev.mo Vescovo di Sarzana anco come Delegato Apostolico, niuno ardisca di levare la tavola e scoprire l'Immagine sotto pena di Scomunica maggiore, latae sententiae, riservata a' Superiori maggiori, et alla Santità di N. Signore.
È pure conservata nello stesso luogo la lettera datata Marinasco 30 maggio 1659 con cui l'arciprete mons. Ravecca con grande sollecitudine risponde al vescovo dando precisi ragguagli circa i luoghi ed i fatti (che meriterebbe essere riportata).
Nel tempo la venerazione dei contadini pone la lastra di ardesia dipinta in un nicchio di un vecchio muro a secco, o come allor diceasi maciera nella strada che da Fabiano mette a Biassa, poco al di sopra dell'abitato che, ancor oggi, si chiama il Ceppo..

## La prima chiesetta (XVII secolo)
Poiché la venerazione e le offerte aumentavano, fu deciso di erigere un tempietto a maggior protezione e decoro della lastra dipinta.
Il 6 giugno 1659, con un atto notarile, il sindaco A. Carassale e alcuni agenti della corte di Fabiano, si impegnano, in nome della popolazione, a costruire una chiesa in onore della Beata Vergine Maria; la costruzione della chiesa durò otto anni e il 18 settembre 1667 il parroco Don Giulio Carassale, con delega vescovile, finalmente la benedisse.

## La chiesa definitiva (XIX secolo)

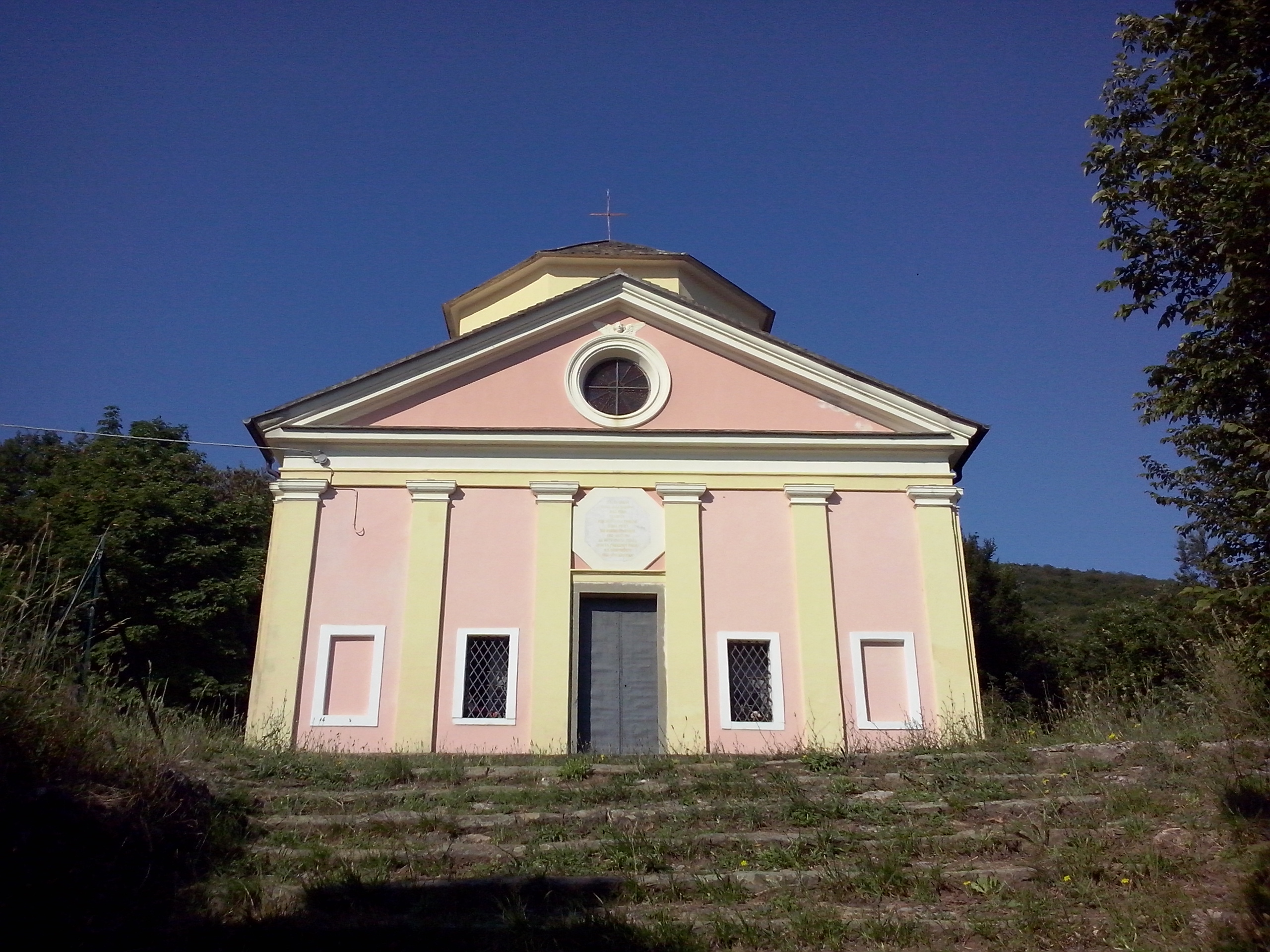
Santuario della Madonna dell'Olmo
La Spezia

Per oltre centosettanta anni il numero di pellegrini va progressivamente crescendo e le dimensioni dell'oratorio si mostrano insufficienti. È così che, il 1º giugno 1838, in una storica riunione, tutti i capifamiglia della parrocchia, convocati dal parroco don Giovanni Battista Borachia, futuro vescovo di Massa Marittima e dal presidente della Fabbriceria, il conte Gerolamo Federici, all'unanimità prendono la decisione di costruire una chiesa più grande e più bella, un santuario, appunto, anche per riconoscenza alla Madonna, per la sua intercessione nell'epidemia di peste del 1817.
Fu deciso che ogni mese i cittadini più ricchi avrebbero dato 80 centesimi, quei di mediocre fortuna 40, e gli altri 20 per tutto il tempo della costruzione, e che ogni famiglia avrebbe lavorato gratuitamente una giornata al mese, e nei giorni festivi avrebbero gratuitamente trasportato i materiali necessari.
L'edificio, in tarde forme neoclassiche, ha una semplice facciata scandita da lesene sormontata da un timpano ed una cupola ottagonale. L'interno, a una navata, ha un bell’altare centrale in stile barocco nel quale si conserva il dipinto venerato..
La costruzione del tempio ha inizio il 9 aprile 1839 e dura cinque anni (è il tempo che i capofamiglia locali, che costruiscono il santuario in autofinanziamento, si sono impegnati con il Vescovo a rispettare). Il terreno è donato dal Marchese Cattaneo e dalle Famiglie Bertucelli della Spezia e Paganini di Carpena. La Direzione dei lavori è affidata a Nicola Svanascini con l'aiuto dei capimastri fabianesi Gerolamo Godani di Domenico e Biagio Bertagna di Antonio. 
L'8 aprile 1844, lunedì di Pasqua, mons. Filippo Farina, abate parroco di Santa Maria di La Spezia, su delega del vescovo mons. Francesco Agnini, benedice il Santuario ed il successivo 5 maggio il quadro è portato dalla parrocchia al santuario .
All'interno della chiesa, a sinistra di chi entra, è apposta una lapide marmorea con la seguente iscrizione: Il Sac. Gio-Batta Borachia/ Parroco di Fabiano/ ed il Conte Gerolamo Federici/ Idearono e promossero/ La fabbrica di questa chiesa/ Dal popolo desiderata/ Gerolamo Godani fu Domenico/ E Biagio Bertagna fu Antonio/ Coll'aiuto degli altri Fabianesi/ La eseguirono/ 1890..

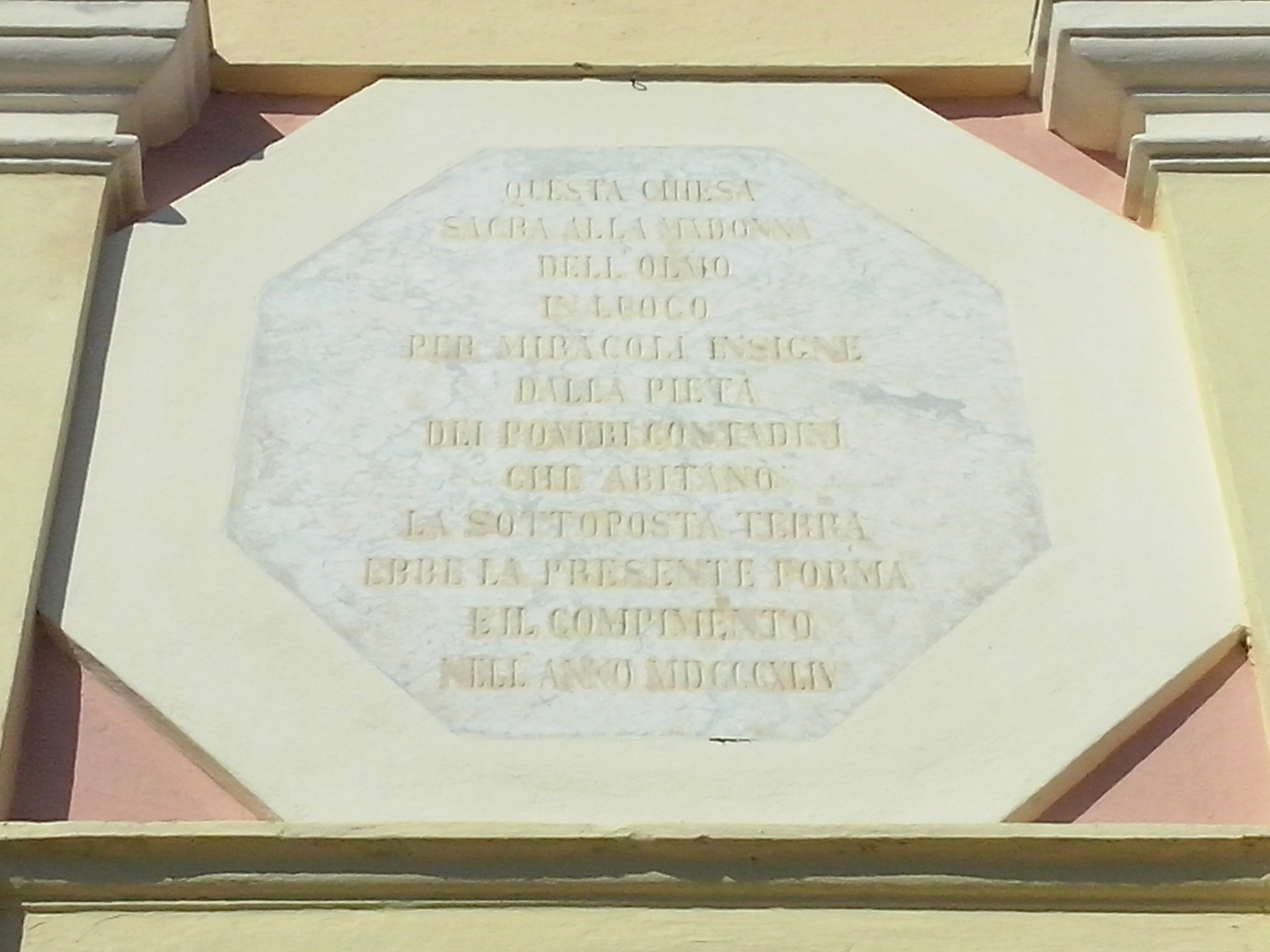
Iscrizione della facciata

La chiesa però assunse l'attuale aspetto solo nel 1849 ed il fatto è ricordato in una lapide murata sopra il portale nella facciata anteriore con la seguente iscrizione:  SACRA ALLA MADONNA DELL'OLMO/ IN LUOGO/ PER MIRACOLI INSIGNE/ DALLA PIETÀ DEI POVERI CONTADINI/ CHE ABITANO/ LA SOTTOPOSTA TERRA/ EBBE LA PRESENTE FORMA E IL COMPIMENTO/ NELL'ANNO MDCCCXLIX.
Nel 1963 al fine di abbellire le statue di Maria e di Gesù Bambino, fu deciso di utilizzare l'oro delle offerte dei fedeli per fare quattro corone (due per il quadro e due per le statue). L'oro fu fuso ed utilizzato dall'orafo Caracciolo di Firenze e l'11 maggio 1963 e il 9 maggio 1964 le corone furono benedette due dal vescovo mons. Giuseppe Stella e le altre dal canonico don Giovanni Battista Pecunia.

## Le campane
La chiesa anticamente disponeva solamente di due piccole campanelle. Fu solo nel 1963 che l'antica campana detta di Sant'Andrea , proveniente da Fabiano, fu collocata sul tetto del Santuario.

Il 6 giugno 1988, anche per ragioni di stabilità, la campana è stata rimossa dal tetto, collocata su di un apposito traliccio e automatizzata. Dal 16 giugno 1988 la campana suona l'Angelus.

## La Festa della Madonna dell'Olmo
La Festa della Madonna dell'Olmo viene celebrata ogni anno nella seconda domenica di maggio: in questa occasione i devoti sono soliti effettuare un pellegrinaggio. 

Un tempo la salita era percorsa a piedi partendo dalla località dei Buggi o da Fabiano Basso, percorrendo un viottolo in salita, fino ad arrivare al Santuario.
Oggi il percorso si abbrevia arrivando ad oltre la metà del cammino, salendo per la strada litoranea sino nei pressi della chiesa di Fabiano Alto, là dove la strada incrocia l'antico sentiero.
La chiesa di Fabiano Alto conserva un grande gruppo ligneo che raffigura tutti i personaggi rappresentati nel dipinto: ad ogni vigilia della Festa il gruppo viene trasportato in solenne processione fino al Santuario della Madonna dell'Olmo.
La domenica successiva, nuovamente in processione, la scultura viene riportata alla chiesa di Fabiano Alto dove rimane sino all'anno successivo.